# كاميرون كرو
كاميرون بروس كرو (بالإنجليزية: Cameron Bruce Crowe) (ولد في 13 يوليو 1957) هو كاتب ومخرج أمريكي، ولد كرو في ولاية كاليفورنيا في الولايات المتحدة، وقضى طفولته في مدينة سان دييغو

## نبذة
بدأ كاميرون كرو في سن الخامسة عشر في كتابة المراجعات الموسيقية، في البداية لمجلات لا تذكر، ولكن مع تطور إسلوبه في الكتابة بدأ يحقق بعض النجاحات، وفي سن السادسة عشرة بدأ يكتب لمجلات متخصصة في الموسيقى، مثل (رولينغ ستون)، وفي نفس السنة أصبح كاتباً ومحرراً في تلك المجلة، وبعد ذلك بفترة نال ترقية ليصبح مساعداً لرئيس التحرير.
خلال هذه الفترة قام بمقابلات عديده مع نجوم الغناء العالميين أمثال بوب ديلن، وأيضاً قام في بدايات هذه الفترة برحلة مع أحد الفرق الموسيقية، والتي كانت محور فيلم «بالكاد مشهور»، الذي سيأتي ذكره لاحقاً.
أما عن بداياته السينمائيه فكانت في سن الثانية والعشرين، قام بالتعاون مع المدارس الثانوية بتأليف أول كتاب له، وكان عن حياة المراهقة، ومايرافقها من اهتمامات الشباب، وحقق هذا الكتاب أعلى المبيعات، ومن ثم قامت إستديوهات شركة يونيفيرسال بتحويله إلى فيلم، تحت مسمى "Fast Times at Ridgemont High"، وكان دوره في هذا الفيلم كتابة السيناريو فقط، وكان هذا في عام 1982, وترشح عن هذه الرواية لجائزة جمعية الكتاب الأمريكية.
بعد هذا الفيلم بدأ بكتابة وإنتاج وإخراج أفلامه، وكانت بدايته الإخراجيه في فيلم«قل أي شيء»، عام 1989, من بطولة جون كيوزاك، وهو فيلم كوميدي رومانسي عن فتى في آخر سنة له في المدرسة يحاول الفوز برضى صديقته قبل سفرها إلى الخارج في منحة دراسيه، ولكن الأب يعترض على ذلك.
في عام 1992, قام بإخراح وكتابة فيلم «عزاب»، يستعرض فيه مشكلة العلاقات الرومانسية والتساهل فيها.
بعد ذلك توقف عن السينما لمدة قدرها 4 سنوات، عاد إليها بفيلمه الجميل «جيري ماغواير»، الذي ترشح عنه لجائزة الأوسكار لأفضل فيلم وسيناريو، وحاز الفيلم على جائزة الكره الذهبية «الغولدن غلوب» لأفضل ممثل في دور رئيسي للممثل توم كروز، فيما منح كوبا غودينغ جونيور أوسكار أفضل ممثل مساعد
في عام 2000, حقق المخرج حلمه بإخراج فيلم راوده منذ سنوات طويله، وهو فيلم «بالكاد مشهور»، والذي يحكي قصة كرو مع الفرقة التي ذهب معها في رحلة في سن الخامسة عشرة ليكتب قصة عنهم في كبرى المجلات الموسيقية آنذاك، وعلاقته مع أمه العازبه (التي كانت متفرغة لتربية ولدها)، والتي تخاف عليه من الذهاب لكي لا يقع في تعاطي المخدرات، ولكنها توافق على مضض لذهابه معهم، ويعرض الفيلم حياة هذه الفرقة من الداخل ومدى الانحطاط والخيانات التي تبلغها. وفاز كاميرون كرو عن هذا الفيلم بجائزة أوسكار أفضل سيناريو.
كرو التقى بتوم كروز مرة أخرى في فيلم «السماء الفانيللية» وهو إعادة للفيلم الأسباني «افتح عيونك» وشاركت في البطولة الممثلة كاميرون دياز وبينلوب كروز التي قامت ببطولة الفيلم الإسباني أيضاً.

## أفلامه
مخرج
| السنة | العنوان           | ترشيحات للأوسكار | فاز بالأوسكار |
| ----- | ----------------- | ---------------- | ------------- |
| 1989  | قل أي شيء...      |                  |               |
| 1992  | عزاب              |                  |               |
| 1996  | جيري ماغواير      | 5                | 1             |
| 2000  | بالكاد مشهور      | 4                | 1             |
| 2001  | السماء الفانيللية | 1                |               |
| 2005  | إليزابيث تاون     |                  |               |

## وصلات خارجية
- الموقع الرسمي
- كاميرون كرو على موقع IMDb (الإنجليزية)
- كاميرون كرو على موقع مونزينجر (الألمانية)
- كاميرون كرو على موقع ألو سيني (الفرنسية)
- كاميرون كرو على موقع ميوزك برينز (الإنجليزية)
- كاميرون كرو على موقع تيرنر كلاسيك موفيز (الإنجليزية)
- كاميرون كرو على موقع أول موفي (الإنجليزية)
- كاميرون كرو على موقع بوكس أوفيس موجو (الإنجليزية)
- كاميرون كرو على موقع قاعدة بيانات الأفلام السويدية (السويدية)
- كاميرون كرو على موقع إن إن دي بي (الإنجليزية)
- كاميرون كرو على موقع ديسكوغز (الإنجليزية)
- "Allmovie". كاميرون كرو. استرجاع 21 يونيو 2006.